# Max Gut
Max Gut (1898-1988) est un mathématicien suisse, spécialisé dans la théorie algébrique des nombres et la théorie des groupes.

## Biographie
Après avoir terminé ses études secondaires à l'école cantonale de Zürich, Gut passe un semestre à étudier le droit et les affaires à l'Université de Genève, mais suit ensuite ses penchants pour étudier les mathématiques. Il étudie les mathématiques à l'Université de Zurich et à l'École polytechnique fédérale de Zurich, puis passe un an à étudier la physique théorique à Berlin. Il reçoit sa promotion (Ph.D.) en 1924 de l'Université de Zürich sous Rudolf Fueter. Gut reçoit son diplôme d'habilitation à l'été 1929 de l'Université de Zürich et y est nommé professeur titulaire en 1938.
Gut effectue un mandat de deux ans de 1946 à 1947 en tant que président de la Société mathématique suisse. Il est conférencier invité de l'ICM en 1932 à Zürich  et en 1936 à Oslo,.

## Publications
- avec Rudolf Fueter : Vorlesungen über die singulären Moduln und die komplexe Multiplikation der elliptischen Funktionen. Vol. 41. BG Teubner, 1927.
- "Die Zetafunktion, die Klassenzahl und die Kronecker'sche Grenzformel eines beliebigen Kreiskörpers." Commentarii Mathematici Helvetici 1, no. 1 (1929): 160-226.DOI 10.1007/BF01208364
- "Über die Gradteilerzerlegung in gewissen relativ-ikosaedrischen Zahlkörpern." Commentarii Mathematici Helvetici 7, no. 1 (1934): 103-130.DOI 10.1007/BF01292712
- "Weitere Untersuchungen über die Primidealzerlegung in gewissen relativ-ikosaedrischen Zahlkörpern." Commentarii Mathematici Helvetici 6, no. 1 (1934): 47-75.DOI 10.1007/BF01297322
- "Über Erweiterungen von unendlichen algebraischen Zahlkörpern." Commentarii Mathematici Helvetici 9, no. 1 (1936): 136–155.DOI 10.1007/BF01258182
- "Folgen von Dedekindschen Zetafunktionen." Monatshefte für Mathematik 48, no. 1 (1939): 153–160.DOI 10.1007/BF01696173
- "Zur Theorie der Klassenkörper der Kreiskörper, insbesondere der Strahlklassenkörper der quadratisch imaginären Zahlkörper." Commentarii Mathematici Helvetici 15, no. 1 (1942): 81-119.DOI 10.1007/BF02565635
- "Zur Theorie der Strahlklassenkörper der quadratisch reellen Zahlkörper." Commentarii Mathematici Helvetici 16, no. 1 (1943): 37–59.DOI 10.1007/BF02568563
- "Zur Theorie der Normenreste einer relativ-zyklischen Erweiterung von ungeradem Primzahlgrade." Vierteljahrsschrift der Naturforschenden Gesellschaft à Zürich 91 (1946): 17–36.
- "Eulersche Zahlen und grosser Fermat'scher Satz." Commentarii Mathematici Helvetici 24, no. 1 (1950): 73-99.DOI 10.1007/BF02567027